# Покер турнир
Покер турнир е сървнование, в което играчите се конкурират с игра на покер. Тяой може да се играе от двама играчи, които играят на една маса (наречена „хедс-ъп“ турнир), както и от много десетки хиляди играчи, които играят на хиляди маси.
Победителят от турнира обикновено е лицето, което спечели всеки покер чипове в играта, а останалите се предоставят места на база момента на отстраняването им.
Покер турнири могат да се играят на различните разновидности покер (Texas Hold'Em, Omaha, 5cards poker и др.)